# Colobogaster bella
Colobogaster bella es una especie de escarabajo del género Colobogaster, familia Buprestidae. Fue descrita científicamente por Kirsch en 1873.